# España en el Festival de la Canción de Eurovisión 1995
Para el Festival de la Canción de Eurovisión 1995, TVE eligió la canción que representaría a España internamente, como venía siendo habitual desde hacía más de quince años. Este año TVE eligió como representante entre 32 maquetas enviadas al Departamento de Festivales y Certámenes a Anabel Conde, que cantó la canción Vuelve conmigo, de José María Purón. TVE eligió entre dos canciones: Vuelve conmigo y Quédate.

## En Eurovisión
En el festival, Anabel Conde actuó en novena posición, siguiendo a Austria y precediendo a Turquía. Anabel contó con los coros de Sol Pilas, Andrea Bronston y Doris Cales, con coreografía de Leonor Parrilli, en la percusión José María Guzmán (Cadillac) y Emilio Cuervo "Webo". Eduardo Leyva dirigió la orquesta.
El comentarista español fue José Luis Uribarri. 
España recibió 12 puntos de Bélgica e Israel, 10 de Croacia y Chipre, 8 puntos de Polonia, Bosnia y Hercegovina, Turquía, el Reino Unido y Malta, 7 de Francia y Portugal, 6 de Alemania y Grecia, 5 de Islandia y 2 de Irlanda. En total recibió 119 puntos, que colocaron a España en segunda posición, el mejor resultado del país desde 1979.
El jurado español fue presentado por Concha Galán y compuesto por el periodista Ángel Lacalle, la actriz María Kosty, el torero Roberto Antolín, la cantante Sara Salazar, el actor Valentín Paredes, la periodista Pilar Socorro, el restaurador Lucio Blázquez, la experta en Comunicación Cuca García de Vinuesa, el cantante y compositor Alejandro Abad, la diseñadora Marily Coll, el empresario Arturo Beltrán, la actriz Silvia Abascal, el fan de Eurovisión Enrique Cosano, la empresaria Agustina López de los Mozos, el periodista y crítico musical Justo Molinero y la estudiante Verónica Magaz. Actuó como presidente Pepe Visuña, director de Política Musical de TVE. El notario fue José Manuel de la Cruz Lagunero, el secretario fue Javier González y la portavoz, Belén Fernández de Henestrosa.